# Monument als caiguts (Barcelona)
El Monument als caiguts va ser un monument escultòric situat a la carretera de Montjuïc núm. 66 de Barcelona, al districte de Sants-Montjuïc. Estava situat al Fossat de Santa Elena, dins del recinte del Castell de Montjuïc. Va ser creat el 1940 pels arquitectes Manuel Baldrich, Joaquim de Ros i de Ramis, Josep Soteras i Manuel de Solà-Morales, amb la col·laboració dels escultors Miquel i Llucià Oslé. El 2023 va ser desmuntat i traslladat al Museu d'Història de Barcelona.

## Història
Després de la Guerra Civil les autoritats franquistes van propiciar a Barcelona la destrucció o desinstal·lació de nombrosos monuments dedicats a personatges vinculats amb l'esquerra o el catalanisme —com el Monument al Doctor Robert, el dedicat a Francesc Layret o a Rafael Casanova—, al mateix temps que es va procedir a la reconstrucció de nombrosos monuments vinculats a la dreta destruïts durant la guerra, com el Monument a Antonio López, A Joan Güell i Ferrer, el Monument al General Prim o Al Canonge Rodó; també es va encarregar la substitució del Monument a la República per un a la Victòria, obra de Frederic Marès.
En aquesta època va haver-hi una gran proliferació de monuments, ja que la dictadura va utilitzar l'art com a mitjà propagandístic del seu ideari: segons Alexandre Cirici, «l'estètica apareix com un element essencial del franquisme, de la mateixa manera que va ser un element essencial en tots els feixismes». Els primers monuments erigits per les noves autoritats franquistes, el mateix 1939, van ser improvisats i efímers: el 19 de maig, «dia de la Victòria», es va col·locar una làpida amb el comunicat de guerra a la façana de l'Ajuntament; el 29 d'abril es va posar una creu als caiguts en l'Hospital de Sant Pau; el 7 de maig es va instal·lar un obelisc en commemoració del 2 de maig a la plaça de Catalunya; i el 19 de juliol es va col·locar al Portal de la Pau un arc de triomf en honor de Galeazzo Ciano, de visita a la ciutat.
El primer monument definitiu i amb caràcter més planificat va ser el dedicat als Caiguts, emplaçat al Fossat de Santa Elena del Castell de Montjuïc. En aquest lloc s'havien produït diversos afusellaments de civils —com Sara Jordà— i de militars del bàndol nacional, per la qual cosa va ser triat per situar el monument a la seva memòria. L'Ajuntament de Barcelona es va comprometre a erigir el monument el 26 de gener de 1940, primer aniversari de l'ocupació de la ciutat, en resposta a una iniciativa proposada pel capità general Luis Orgaz. Per propiciar la construcció es va obrir una subscripció popular, que va recaptar 180 000 pessetes, 50 000 d'elles donades pel mateix Ajuntament i 15 000 per la Diputació de Barcelona. El monument va ser inaugurat el 29 d'octubre de 1940, aniversari de la fundació de la Falange.
En aquest lloc se celebrava des del 1940 una missa anual en memòria dels afusellats, fins que el 2015 l'Ajuntament de Barcelona presidit per Ada Colau va retirar el permís per a la seva celebració, en virtut de la Llei de Memòria Històrica, en entendre que es tractava d'«un acte d'exaltació de l'alçament militar».
Al juny de 2023 el monument va ser retirat, després que l'Ajuntament de Barcelona prengués la decisió després d'encarregar un informe jurídic basat en la Llei de Memòria Democràtica. Va ser tralladat al Museu d'Història de Barcelona per a la seva conservació.

## Descripció

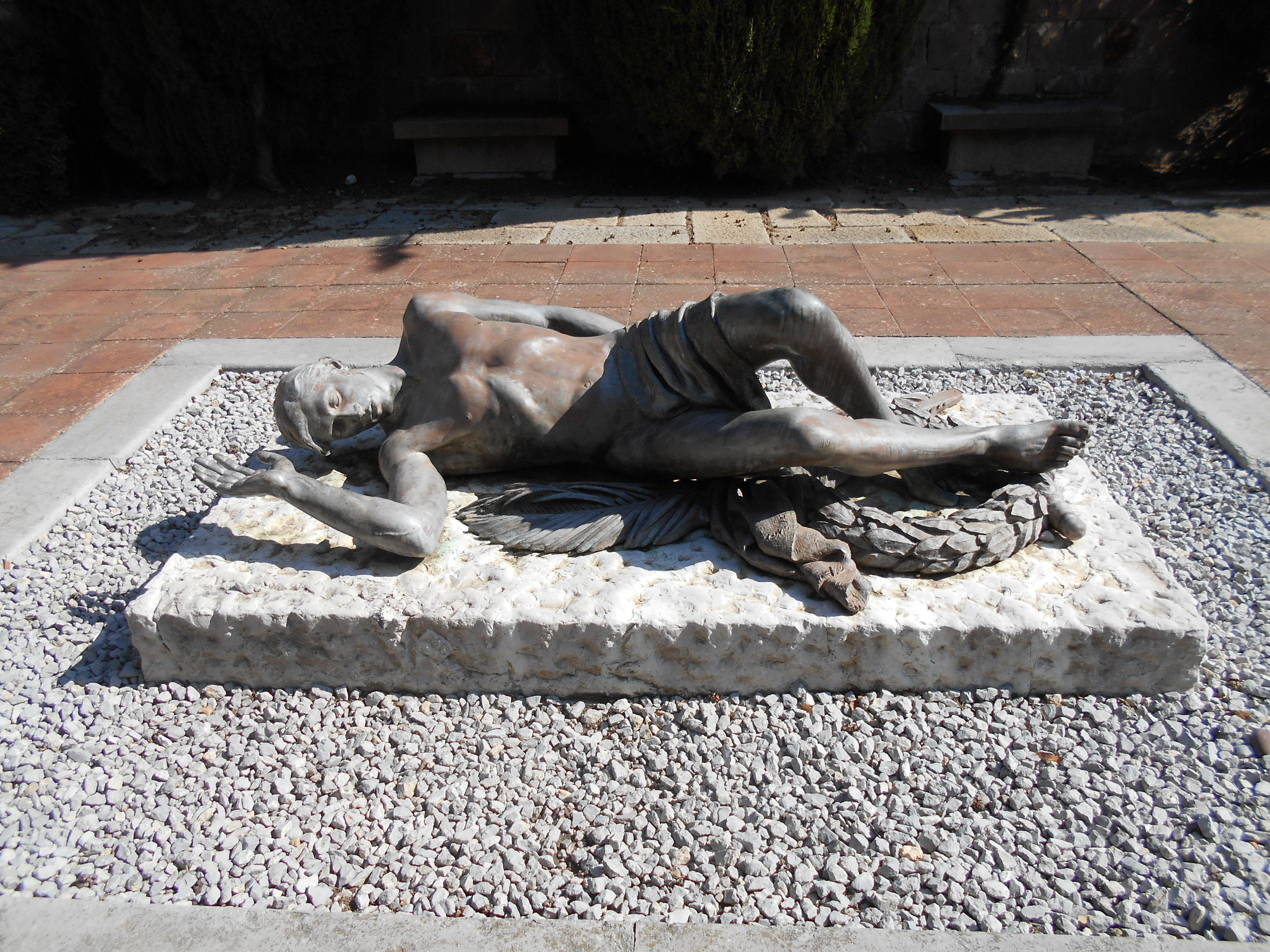
Escultura de figura jacent del monument, obra dels germans Miquel i Llucià Oslé.

El monument va ser realitzat pels arquitectes Manuel Baldrich, Joaquim de Ros i de Ramis, Josep Soteras i Manuel de Solà-Morales, i els escultors Miquel i Llucià Oslé. Constava de tres arcs —el del mitjà, més alt i ample—, un altar i un sepulcre coronat per un obelisc amb una creu, a més d'una làpida de marbre on es trobava l'escultura realitzada pels germans Oslé, una figura jacent amb una corona de llorer als peus. L'escultura, realitzada en bronze, tenia unes dimensions de 0,60 x 2,15 x 1,13 m.
La inscripció original inscrita en l'arc del monument era «Caídos por Dios y por España, ¡Presentes!», la qual va ser canviada el 1986 per decisió del Patronat del Castell de Montjuïc per una més genèrica que englobés als caiguts de tots els bàndols, «Honor a todos los que dieron su vida por España».
D'altra banda, l'obelisc tenia originalment un àliga franquista en bronze, que va ser substituïda el 2008 per una placa amb la dedicatòria «En memòria de tots aquells que van ser afusellats en aquest Fossar de Santa Elena i de totes les víctimes de la Guerra Civil», escrit en castellà i català.
Cal remarcar que a Barcelona va existir un altre Monument als caiguts, creat el 1951 a l'avinguda Diagonal —llavors avinguda Generalísimo Franco—, enfront del Palau Reial de Pedralbes, obra dels arquitectes Adolf Florensa i Joaquim Vilaseca i de l'escultor Josep Clarà, compost d'una columnata semicircular amb una gran creu al fons, i un conjunt escultòric format per dos homes, un sostenint a l'altre, moribund. L'escultura va ser destruïda el 2001 per la Plataforma Antifeixista de Barcelona, i el conjunt va ser desmuntat el 2005.